# モルレー・S・デー
モルレー・S・デー（英: Murray Simpson Day、生没年不詳）は、明治時代にお雇い外国人として来日したアメリカ合衆国の海軍大尉の土木技術者である。

## 経歴・人物
1873年（明治6年）に日本政府の招聘により来日した。開拓使に雇われ、当時その測量長であったジェームズ・R・ワッソンらと共に助手として道内で初の三角測量による地質調査を始めた。
翌1874年（明治7年）から1876年（明治9年）に帰国するまでにワッソンが測量長を辞職した事に伴いその後継者となった。勇払地方を中心に日本人の助手らと共に測量を行い、経緯度を北緯42度37分34秒、東経141度44分46秒と定めた。1875年（明治8年）には北海道の実測図「北海道実測図」を完成させる等道内の測量に大きく貢献した。